# Đảo Sable (Nouvelle-Calédonie)
đảo Sable (tiếng Pháp: Île de Sable) hay đảo Sandy (tiếng Anh: Sandy Island) là một đảo ma được cho là nằm giữa Úc và Nouvelle-Calédonie thuộc Pháp tại biển San hô. Hòn đảo này xuất hiện trên một số bản đồ thế giới, bao gồm cả Google Maps, song thực tế là nó không tồn tại. Theo chế độ xem mặc định trên Google Earth thì khu vực hòn đảo được các ảnh điểm đen bao phủ.
Việc hòn đảo này không tồn tại lần đầu tiên được công bố bởi một số người say mê phát thanh nghiệp dư vào tháng 4 năm 2000. Họ lưu ý rằng hòn đảo đã hiện diện trên một số bản đồ song không xuất hiện trong các bản đồ khác như Times Atlas of the World, 10th Edition vào năm 1999. Một phát hiện tương tự được phát hiện bởi các nhà khoa học Úc vào năm 2012 trên tàu RV Southern Surveyor khi họ đang nghiên cứu kiến tạo mảng trong khu vực. Trong chuyến hành trình, họ nhận thấy một sự khác biệt giữa các bản đồ khác nhau và quyết định đi thuyền đến vị trí được cho là tồn tại hòn đảo để xác minh sự thật. Họ đã không tìm thấy hòn đảo nào và đáy biển của khu vực đó có độ sâu 1.400 mét (4.600 ft).
Cục Thủy văn Úc, một đơn vị của Hải quân Hoàng gia Úc, thì cho rằng việc hòn đảo Sable có mặt trên một số ấn phẩm bản đồ là sai lầm của con người lặp đi lặp lại qua nhiều năm, họ cũng tiết lộ, trong một số bản đồ đường bộ, nhà xuất bản sẽ thêm vào một số 'con đường ảo' để phát hiện và ngăn chặn tình trạng ăn cắp bản quyền. Nếu như hòn đảo này tồn tại, nó sẽ nằm trong lãnh hải của Pháp.